# Kerk van Ramløse
De Kerk van Ramløse (Deens: Kirke Ramløse) is een hooggelegen parochiekerk van de Deense Volkskerk op het het noordwestelijke deel van Ramløse, ca. 5 km ten westen van Helsinge (Denemarken). Vanaf de kerk heeft men een goed uitzicht over grote delen van het meer de Arresø.

## Architectuur
De kerk bezit een romaans schip en koor, een toren en een voorportaal. Het koor en het kerkschip werden gebouwd van veldkeien. De ramen van het schip en koor zijn oorspronkelijke rondboogramen. Twee westelijke ramen van het kerkschip werden, vrij ongebruikelijk voor Deense kerkgebouwen, gedicht met ijzeroer. Door een aantal veranderingen in het oorspronkelijke ontwerp heeft de kerk een tamelijk ongewoon karakter gekregen.
In de 13e eeuw werd het koor langer gemaakt, zodat het schip en koor tegenwoordig eenzelfde lengte hebben. In de gevel werd het koor voorzien van een spitsboogvenster. Hierboven zijn drie blindnissen in getrapte vorm aangebracht.
De basis van de brede toren is 13e-eeuws. Het onderste gedeelte werd van veldkeien met toegevoegde delen van kloostermoppen gebouwd, terwijl het bovenste deel uit de periode 1615-1618 stamt. Op 13 september 1656 stortte de oostelijke gevel van de toren naar beneden en vernietigde met de val een gewelf van het kerkschip en het portaal. Bij de reconstructie werden toen de forse steunberen tegen de toren geplaatst.
De ramen van de toren hebben ronde bogen, afgezien van twee spitsbogen in het westelijk deel.

## Interieur
Het schilderij van het altaarstuk met Christus en Nicodemus werd in 1838 geschilderd door Christen Købke, een van de grootste schilders uit de Deense Gouden Eeuw. Het is het enige altaarstuk van zijn hand. Achter het altaar worden de predikanten sinds de reformatie op een bord vermeld.
Het kruis boven de triomfboog werd in 1867 in de kerk opgehangen. Het corpus van het kruis gaat terug op de jaren 1300; het kruis zelf is recenter.
De barokke preekstoel stamt met het klankbord uit 1635 en is versierd met de vier evangelisten en Christus de Verlosser in het midden. Het houtsnijwerk is zeer gedetailleerd, maar de tand des tijds heeft zijn sporen nagelaten in de vorm van gebroken armen en verdwenen neuzen e.d. De latijnse tekst (vertaling: Gods woord duurt in eeuwigheid) is ontleend aan Jesaja 40:8.
Het votiefschip van de kerk hangt bij het orgel in de boog tussen de toren en het kerkschip en is een model van de bark Marie'.

## Orgel
Het orgel werd in 1972 door de Deense orgelbouwer Th. Frobenius gebouwd. Het bezit 11 registers verdeeld over twee manualen en pedaal en staat op de vloer van de kerktoren.